# ميمونة القادري
الطبيبة ميمونة يوسف قادري هي مبشرة صحة عقلية، طبيبة نفسانية، معالجة نفسية نرويجية. توصي ميمونة بالتحدث عن الصحة العقلية في الاجتماعات،  والبرامج التلفزيونية، و تعمل أيضًا كاتبة عمود في صحيفة الجارديان.[بحاجة لمصدر]
عام 2017 أنتجت فيلم (بضع قطرات من السعادة)؛ لخلق وعي بخصوص الصحة العقلية في نيجيريا. أسست مركز بيناكل للخدمات الطبية المحدودة.

## التعليم
تلقّت ميمونة تدريبها في مستشفى الأمراض العصبية النفسية الفدرالي، في ضاحية يابا حتى عام 2012.
تخرجت من كلية الأعمال الدولية الصينية الأوروبية. وهي معالِجة مؤَهلة في مجال العلاج العقلاني الانفعالي والعلاج المعرفي السلوكي من معهد ألبرت إيلس، نيويورك، الولايات المتحدة الأمريكية.
تعمل باحثة في مؤسسة جولدمان ساكس في مجال إدارة ريادة الأعمال وعضو في كلية الطب الوطنية للدراسات العليا للأطباء.